# Magdalena Nolla Montseny
Magdalena Nolla Montseny (l'Alforja, Baix Camp, 1904 - Sant Adrià de Besòs, Barcelonès, 21 de juny de 1939) fou una de les dones republicanes de la Presó de les Corts de Barcelona. Militant d'Esquerra Republicana de Catalunya, fou afusellada al Camp de la Bota, amb 34 anys, víctima de la repressió franquista.
Magdalena havia nascut a l'Alforja (Tarragona) encara que en alguns documents, la poca perícia en reconèixer noms catalans del militar que prenia les filiacions, la feia constar com nascuda a Astorga. Residia a Barcelona, militava a ERC i estava compromesa amb la República i la causa catalana.
La derrota del Bàndol Republicà, va donar pas a la Dictadura del General Franco i es va iniciar una cruenta repressió dels vençuts. Les delacions i denuncies foren molt elevades, la propagació de rumors feia que persones sospitoses d'haver estat afiliades a sindicats, partits esquerrans, catalanistes, agrupacions de Dones antifeixistes, milicianes, voluntaris al front i Socors Roig, s'exposessin a ser jutjats per tribunals militars i s'enfrontessin a dures condemnes.
Magdalena Nolla era casada i mestressa de casa, el seu marit havia fugit a França i fou denunciada per una veïna. Ingressà a la Presó de Dones de les Corts el 22 de febrer de 1939. Sotmesa a un Consell de Guerra juntament amb 18 persones més, fou acusada, sense proves convincents, de ser una dona de mala conducta, de dirigir les Patrulles de control de Molins de Rei, d'haver saquejat l'Asil Duran de Sant Feliu de Llobregat i de ser una extremista que havia participat en la revolució separatista del 1934. Condemnada a mort, fou executada al Camp de la Bota el 21 de juny de 1939.
Al març de 2015, al Parc de la Pau de Sant Adrià del Besòs, fou descoberta una placa en homenatge i record de les dotze dones afusellades entre els anys 1939 i 1940 al Camp de la Bota pel Règim Franquista.